# Central City (Arkansas)
Central City es un pueblo ubicado en el condado de Sebastian en el estado estadounidense de Arkansas. En el Censo de 2010 tenía una población de 502 habitantes y una densidad poblacional de 84,42 personas por km².

## Geografía
Central City se encuentra ubicado en las coordenadas 35°20′11″N 94°14′17″O / 35.33639, -94.23806. Según la Oficina del Censo de los Estados Unidos, Central City tiene una superficie total de 5.95 km², de la cual 5.81 km² corresponden a tierra firme y (2.35%) 0.14 km² es agua.

## Demografía
Según el censo de 2010, había 502 personas residiendo en Central City. La densidad de población era de 84,42 hab./km². De los 502 habitantes, Central City estaba compuesto por el 91.04% blancos, el 2.19% eran afroamericanos, el 2.59% eran amerindios, el 0.2% eran asiáticos, el 0% eran isleños del Pacífico, el 0.4% eran de otras razas y el 3.59% pertenecían a dos o más razas. Del total de la población el 3.19% eran hispanos o latinos de cualquier raza.